# Хербруг
Хербруг (нем. Heerbrugg) — населённый пункт в Швейцарии, в кантоне Санкт-Галлен.
Входит в состав округа Рейнталь. Находится в составе коммуны Ау. Население составляет 2623 человека (на 31 декабря 2005 года).

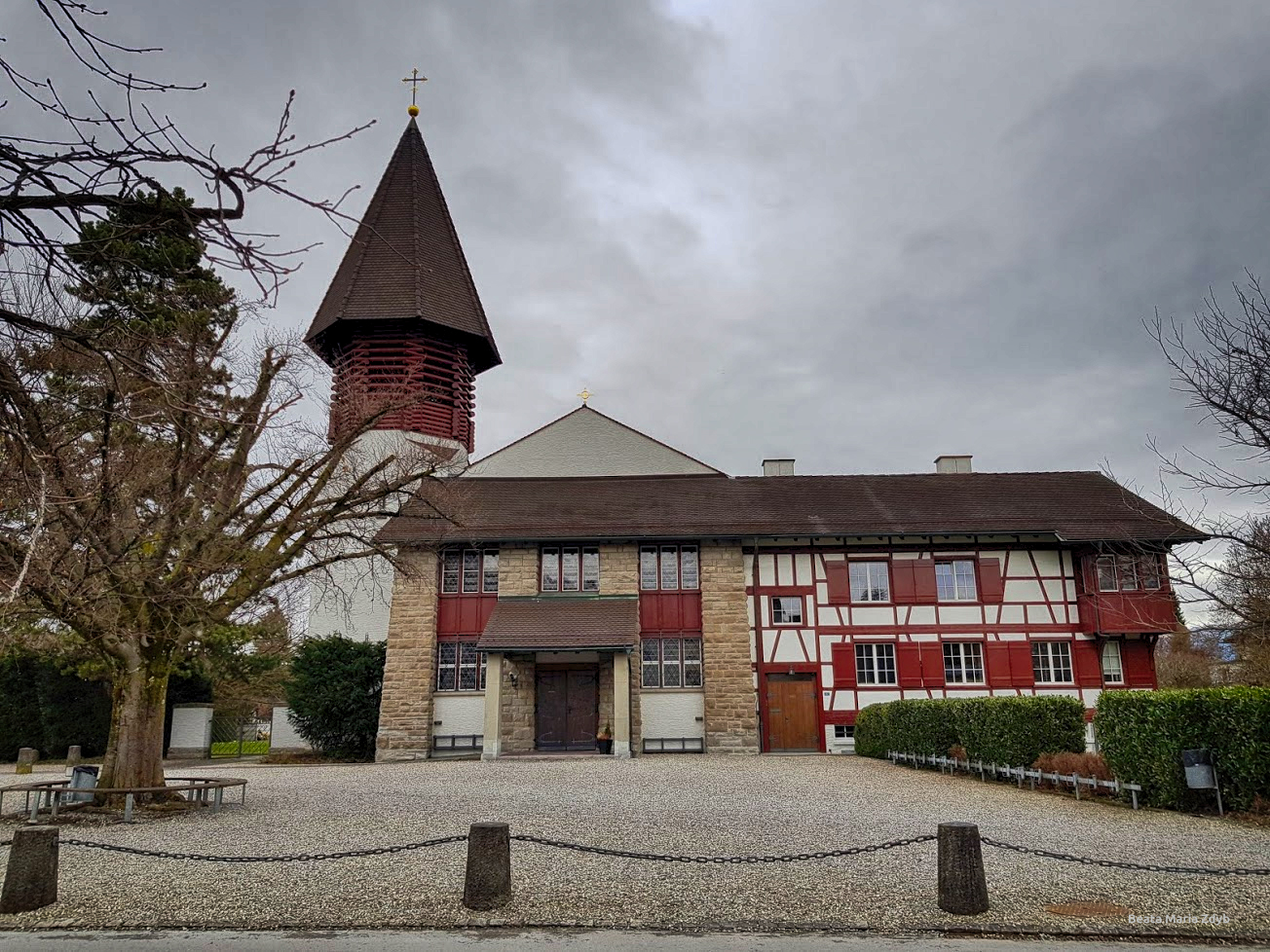
Eвангелическо-реформаторская церковь